# Clement Browne
Clement Adolbert Browne (* 4. Januar 1896 in Freetown, Antigua und Barbuda; † 19. Januar 1964 in New York City) war ein US-amerikanischer Wasserballspieler.

## Karriere
Browne nahm 1920 an den Olympischen Spielen teil. In Antwerpen erreichte er mit der US-amerikanischen Nationalmannschaft den vierten Rang. Der spätere US-Amerikaner wurde 1896 auf Antigua und Barbuda geboren, wanderte 1919 in die Vereinigten Staaten ein und erhielt erst fünf Jahre nach den Wettkämpfen die US-amerikanische Staatsbürgerschaft. Später arbeitete er als Postbeamter.